# 林時讓
林時讓（1423年—？），字純禮，福建興化府莆田縣人，明朝政治人物。進士出身。

## 生平
正統九年（1444年）甲子科福建鄉試第五十五名。景泰五年（1454年）登甲戌科進士。歷戶部郎中，陞廣東布政司左參議。

## 家族
曾祖父林季，元推官。祖父林道傳。父林珒，曾任戶部員外郎。